# Губернаторский дом (Пенза)
Губерна́торский дом — здание в историческом центре города Пензы, построенное в 1790-х годах, объект культурного наследия, резиденция губернаторов Пензенской губернии в 1801—1917 гг. В настоящее время — второй корпус Пензенской областной картинной галереи имени К. А. Савицкого.

## История
Губернаторский дом был построен в 1790 г. и с 1801 г. до 1917 г. стал постоянным местом пребывания губернатора восстановленной Пензенской губернии. После Октябрьской Революции 1917 г. в здании размещались различные учреждения, в том числе с 1997 г. — детская художественная школа № 1 им В. Е. Татлина. По постановлению Совета Министров СССР дом губернатора был признан объектом культурного наследия федерального значения.
В 2007—2010 гг. была проведена реставрация здания, на которую было выделено 100 млн рублей.
Ныне здесь располагается Пензенская областная картинная галерея имени К. А. Савицкого (2-й корпус). Для посетителей губернаторский дом был открыт 18 мая 2011 г. Первыми посетителями отреставрированного дома стали Олег Табаков, Евгений Миронов, Марк Захаров.
Во дворе Губернаторского дома установлен памятник К. А. Савицкому.

## Описание
Трёхэтажное здание Губернаторского дома построено в стиле зрелого классицизма. Здание имеет строгий шестипилястровый портик с треугольным фронтоном, а по краям тройные итальянские и большие полукруглые окна. Возможным автором проекта здания является нижегородский архитектор Я. А. Ананьин, который использовал аналогичные решения для окон в построенных в Пензе двух корпусах губернских присутственных мест.